# Waibstadt
Waibstadt este un oraș din landul Baden-Württemberg, Germania. Se află la o altitudine de 172 m deasupra nivelului mării. Are o suprafață de 25,57 km². Populația este de 5.708 locuitori, determinată în 31 decembrie 2023, prin actualizare statistică[*].